# Studio Mir
Studio Mir Co., Ltd. (en hangul, 주식회사 스튜디오 미르; romanización revisada, Jusikhoesa Seutyudio Mireu) es un estudio de animación de Corea del Sur con sede en Seúl. Entre otros trabajos, el estudio animó la mayor parte de la serie de televisión estadounidense La leyenda de Korra, la cuarta temporada de The Boondocks, la serie de Netflix Voltron: Legendary Defender, DOTA: Sangre de dragón y Kipo and the Age of Wonderbeasts, y películas como Big Fish & Begonia, The Witcher: La pesadilla del lobo, My Adventures with Superman y Mortal Kombat Leyendas: La venganza de Scorpion.

## Historia
Studio Mir fue fundado en 2010 por Jae-Myung Yu, junto con el director ejecutivo Kwang-il Han y el jefe de desarrollo comercial Seung-wook Lee. Yu había trabajado previamente durante 20 años en animación, incluso como director de animación para la serie Avatar: la leyenda de Aang. Eligió el nombre del estudio en honor a la estación espacial soviética Mir, que lo inspiró por su "avance científico y espíritu colaborativo".
El estudio comenzó a trabajar con 20 animadores en su primer proyecto, la serie animada de Nickelodeon y la secuela de Avatar, La leyenda de Korra, un contrato inusualmente significativo para un nuevo estudio, que obtuvo gracias a la larga relación laboral de Yu con los creadores de ambas series, Bryan Konietzko y Michael Dante DiMartino. Además de la animación en sí, Mir trabajó con Nickelodeon Animation Studio para contribuir en la preproducción y el guion gráfico de Korra, incluida su elaborada coreografía de artes marciales. Algún tiempo después de la conclusión de La leyenda de Korra, el exvicepresidente de Nickelodeon, Mark Taylor, trabajó con Studio Mir para crear la animación de la serie animada de ciencia ficción de Netflix, Voltron: Legendary Defender con parte del equipo creativo de Korra.
Muy poco de la animación a la que contribuyó Mir se emitió en Corea del Sur; solo la primera temporada de Korra tuvo un "lanzamiento muy silencioso". Debido a esto, el estudio es poco conocido a nivel nacional y, como consecuencia, la compañía se centra en colaboraciones internacionales.
El estudio está trabajando en su primera serie original titulada Koji y está buscando inversores para el proyecto.

## Filmografía

### Series de televisión
| Año       | Título                           | Coproducción(es)                                                                       | Cliente     | Nota(s)                                                                               | Refs.        |
| --------- | -------------------------------- | -------------------------------------------------------------------------------------- | ----------- | ------------------------------------------------------------------------------------- | ------------ |
| 2012–2014 | La leyenda de Korra              | Ginormous Madman Productions Nickelodeon Animation Studio                              | Nickelodeon | Servicios de animación para todos los episodios (excepto los episodios 13 a 18 y 21). | [ 3 ]        |
| 2012      | Black Dynamite                   | Williams Street                                                                        | Adult Swim  | Servicios de animación para el episodio 5.                                            |              |
| 2014      | The Boondocks                    | Sony Pictures Television                                                               | Adult Swim  | Estudio de animación principal para la temporada 4.                                   | [ 3 ] [ 4 ]  |
| 2016–2018 | Voltron: Legendary Defender      | DreamWorks Animation Television World Events Productions                               | Netflix     | Estudio de animación principal.                                                       | [ 3 ]        |
| 2017      | Lego Elves: Secrets of Elvendale | The Lego Group                                                                         | Netflix     | Estudio de animación principal.                                                       | [ 3 ]        |
| 2019      | Young Justice: Outsiders         | Warner Bros. Animation DC Entertainment                                                | DC Universe | Servicios de animación para los episodios 12 y 16.                                    |              |
| 2020      | Kipo and the Age of Wonderbeasts | DreamWorks Animation Television                                                        | Netflix     | Estudio de animación principal.                                                       | [ 5 ]        |
| 2021–2022 | DOTA: Sangre de dragón           | Kaiju Boulevard                                                                        | Netflix     | Estudio de animación principal.                                                       | [ 6 ]        |
| 2021–2022 | Young Justice: Phantoms          | Warner Bros. Animation DC Entertainment                                                | HBO Max     | Estudio de animación principal.                                                       | [ 7 ]        |
| 2022      | Harley Quinn                     | Yes, Norman Productions Delicious Non-Sequitur Warner Bros. Animation DC Entertainment | HBO Max     | Estudio de animación principal para la temporada 3.                                   |              |
| 2022      | Lookism                          |                                                                                        | Netflix     | Estudio de animación principal.                                                       | [ 8 ]        |
| 2023      | Skull Island                     | Powerhouse Animation JP Legendary Television                                           | Netflix     | Servicios de animación.                                                               |              |
| 2023      | My Adventures with Superman      | Warner Bros. Animation DC Entertainment                                                | Adult Swim  | Servicios de animación.                                                               |              |
| 2025      | Devil May Cry                    | Shankar Animation Capcom                                                               | Netflix     | Estudio de animación principal.                                                       | [ 9 ] [ 10 ] |
| TBA       | Koji                             |                                                                                        |             |                                                                                       | [ 2 ]        |

Además, Studio Mir realizó ediciones para los doblajes en inglés y coreano de Disney XD de 2014 de la serie Doraemon de 2005.

### Películas
| Año  | Título                                          | Coproducción con                                              | Nota(s)                         | Refs.  |
| ---- | ----------------------------------------------- | ------------------------------------------------------------- | ------------------------------- | ------ |
| 2016 | Big Fish & Begonia                              | Beijing Enlight Media Biantian (Beijing) Media                | Servicios de animación.         | [ 3 ]  |
| 2018 | The Death of Superman                           | Warner Bros. Animation DC Entertainment                       | Servicios de animación.         |        |
| 2020 | Mortal Kombat Leyendas: La venganza de Scorpion | Warner Bros. Animation                                        | Servicios de animación.         |        |
| 2021 | Batman: Soul of the Dragon                      | Warner Bros. Animation DC Entertainment                       | Servicios de animación.         |        |
| 2021 | The Witcher: La pesadilla del lobo              | Little Schmidt Productions Platige Image Hivemind             | Producción y animación.         | [ 11 ] |
| 2021 | Mortal Kombat Legends: Battle of the Realms     | Warner Bros. Animation                                        | Servicios de animación.         |        |
| 2022 | Mortal Kombat Leyendas: Frío y penumbra         | Warner Bros. Animation                                        | Servicios de animación.         |        |
| 2022 | Batman and Superman: Battle of the Super Sons   | Warner Bros. Animation                                        | Servicios de animación.         | [ 12 ] |
| 2023 | Mortal Kombat Legends: Cage Match               | Warner Bros. Animation                                        | Servicios de animación.         |        |
| 2023 | Batman: La maldición que cayó sobre Gotham      | Warner Bros. Animation                                        | Servicios de animación.         |        |
| 2023 | Babilonia 5: El viaje a casa                    | Warner Bros. Animation Babylonian Productions, Inc Studio JMS | Servicios de animación.         |        |
| 2024 | The Witcher: Sirens of the Deep                 | Little Schmidt Productions Platige Image Hivemind             | Estudio de animación principal. | [ 13 ] |

### Cortos
| Año  | Título                              | Co-production with                      | Nota(s)                                | Refs.  |
| ---- | ----------------------------------- | --------------------------------------- | -------------------------------------- | ------ |
| 2012 | Think Like a Man                    | Rainforest Films                        | Animación de la secuencia de apertura. | [ 4 ]  |
| 2013 | ASURA Online                        | Tencent                                 | Tráiler 2D.                            | [ 3 ]  |
| 2013 | League of Legends - Road to the Cup | Riot Games                              |                                        | [ 3 ]  |
| 2015 | Guardianes de la Galaxia            | Marvel Animation                        | Cortos de la temporada 1.              | [ 3 ]  |
| 2015 | League of Legends - Bard: Mountain  | Riot Games                              |                                        | [ 3 ]  |
| 2016 | Turtles Take Time (and Space)       | Nickelodeon Animation Studio            |                                        |        |
| 2019 | DC Showcase: Sgt. Rock              | Warner Bros. Animation DC Entertainment |                                        |        |
| 2019 | DC Showcase: Death                  | Warner Bros. Animation DC Entertainment |                                        |        |
| 2020 | Batman: Death in the Family         | Warner Bros. Animation DC Entertainment |                                        |        |
| 2021 | Dota 2 - Marci                      | Valve                                   | Animación 2D.                          | [ 14 ] |
| 2023 | Star Wars: Visions                  | Lucasfilm                               | Corto: "Journey to the Dark Head"      |        |